# (25839) 2000 ES50
2000 إي أس 50 (ويعرف أيضًا باسم (25839) 2000 إي أس 50 وفق تسمية الكوكب الصغير) (بالإنجليزية: 2000 ES50)‏ هو كويكب ضمن حزام الكويكبات؛ وترتيبه 25839 من حيث الاكتشاف.
اكتُشف هذا الجُرم الفلكي بواسطة Frank B. Zoltowski ‏ في 11 مارس 2000.

## وصلات خارجية
- (25839) 2000 ES50 في قاعدة بيانات مختبر الدفع النفاث لأجرام النظام الشمسي الصغيرة

- الاكتشاف · مخطط المدار ·  العناصر المدارية · المعلمات المادية

- (25839) 2000 ES50 على موقع ويكي سكاي: DSS2, SDSS, GALEX, IRAS, Hydrogen α, X-Ray, Astrophoto, Sky Map, Articles and images